# Młodzieżowe Mistrzostwa Świata w Piłce Nożnej 1977
Młodzieżowe Mistrzostwa Świata w Piłce Nożnej 1977 – pierwszy turniej młodzieżowych mistrzostw świata w piłce nożnej mężczyzn. Po raz pierwszy wydarzenie to rozgrywane było w Tunezji. Rozpoczęło się 27 czerwca, a zakończyło 10 lipca 1977 roku. Tytuł po raz pierwszy w historii zdobyła reprezentacja Związku Radzieckiego.

## Zakwalifikowane zespoły
| Konfederacja                                     | Turniej kwalifikacyjny                                | Reprezentacja                 | Ostatni występ w MŚ U-16 | Najlepszy wynik w MŚ U-16 | Wynik        |
| ------------------------------------------------ | ----------------------------------------------------- | ----------------------------- | ------------------------ | ------------------------- | ------------ |
| AFC (Azja)                                       | Młodzieżowe Mistrzostwa Azji w Piłce Nożnej 1977      | Irak U-17                     | debiutant                | debiutant                 | Faza Grupowa |
| AFC (Azja)                                       | Młodzieżowe Mistrzostwa Azji w Piłce Nożnej 1977      | Iran U-20                     | debiutant                | debiutant                 | Faza Grupowa |
| CAF (Afryka)                                     | gospodarz                                             | Tunezja U-20                  | debiutant                | debiutant                 | Faza Grupowa |
| CAF (Afryka)                                     | Afrykańskie Eliminacje U-21 do Mistrzostw świata 1977 | Maroko U-20                   | debiutant                | debiutant                 | Faza Grupowa |
| CAF (Afryka)                                     | Afrykańskie Eliminacje U-21 do Mistrzostw świata 1977 | Wybrzeże Kości Słoniowej U-20 | debiutant                | debiutant                 | Faza Grupowa |
| CONCACAF (Ameryka Centralna, Północna i Karaiby) | Mistrzostwa CONCACAF U-20 w piłce nożnej 1976         | Honduras U-20                 | debiutant                | debiutant                 | Faza Grupowa |
| CONCACAF (Ameryka Centralna, Północna i Karaiby) | Mistrzostwa CONCACAF U-20 w piłce nożnej 1976         | Meksyk U-20                   | debiutant                | debiutant                 | II miejsce   |
| CONMEBOL (America Południowa)                    | Młodzieżowe Mistrzostwa Ameryki Południowej 1977      | Brazylia U-20                 | debiutant                | debiutant                 | III miejsce  |
| CONMEBOL (America Południowa)                    | Młodzieżowe Mistrzostwa Ameryki Południowej 1977      | Paragwaj U-20                 | debiutant                | debiutant                 | Faza Grupowa |
| CONMEBOL (America Południowa)                    | Młodzieżowe Mistrzostwa Ameryki Południowej 1977      | Urugwaj U-20                  | debiutant                | debiutant                 | IV miejsce   |
| UEFA (Europa)                                    | Mistrzostwa Europy U-18 w piłce nożnej 1976           | Austria U-20                  | debiutant                | debiutant                 | Faza Grupowa |
| UEFA (Europa)                                    | Mistrzostwa Europy U-18 w piłce nożnej 1976           | Francja U-20                  | debiutant                | debiutant                 | Faza Grupowa |
| UEFA (Europa)                                    | Mistrzostwa Europy U-18 w piłce nożnej 1976           | Hiszpania U-20                | debiutant                | debiutant                 | Faza Grupowa |
| UEFA (Europa)                                    | Mistrzostwa Europy U-18 w piłce nożnej 1976           | Węgry U-20                    | debiutant                | debiutant                 | Faza Grupowa |
| UEFA (Europa)                                    | Mistrzostwa Europy U-18 w piłce nożnej 1976           | Włochy U-20                   | debiutant                | debiutant                 | Faza Grupowa |
| UEFA (Europa)                                    | Mistrzostwa Europy U-18 w piłce nożnej 1976           | ZSRR U-20                     | debiutant                | debiutant                 | Mistrz       |

## Miasta i stadiony
| Stade El Menzah           | Stade Chedli Zouiten |
| Pojemność: 45 000         | Pojemność: 18 000    |
|                           |                      |
| Susa                      | Safakis              |
| Stade Olympique de Sousse | Stade Taïeb Mhiri    |
| Pojemność: 10 000         | Pojemność: 4 000     |
|                           |                      |

## Faza grupowa
Na podstawie:
Legenda
|  | Awans do fazy pucharowej. |
|  | Odpadnięcie z turnieju.   |

G dwie lub więcej drużyn zakończy fazę grupową z taką samą liczbą punktów, o kolejności w tabeli decyduje:
1. bilans bramkowy
2. liczba goli zdobytych w fazie grupowej;
3. punkty zdobyte w meczach pomiędzy danymi drużynami;
4. różnica bramek w meczach pomiędzy danymi drużynami;
5. zdobyte bramki w meczach pomiędzy danymi drużynami;
6. klasyfikacja fair play;
7. losowanie.

### Grupa A
| Lp. | Drużyna        | M | Mecze | Mecze | Mecze | Bramki | Bramki | Bramki | Pkt |
| Lp. | Drużyna        | M | W     | R     | P     | +      | −      | +/−    | Pkt |
| --- | -------------- | - | ----- | ----- | ----- | ------ | ------ | ------ | --- |
| 1.  | Meksyk U-20    | 3 | 1     | 2     | 0     | 8      | 2      | +6     | 4   |
| 2.  | Francja U-20   | 3 | 1     | 1     | 1     | 3      | 3      | 0      | 3   |
| 3.  | Hiszpania U-20 | 3 | 1     | 1     | 1     | 3      | 3      | 0      | 3   |
| 4.  | Tunezja U-20   | 3 | 1     | 0     | 2     | 1      | 7      | −6     | 2   |

| 27 czerwca 1977 13:00 CET | Francja U-20 · Bacconnier 75' | 1:2(0:1)Raport | Hiszpania U-20 · 29' Escobar · 60' Casas | Stade El Menzah, Tunis Sędzia: Orhan Cebe |
|                           |                               |                |                                          |                                           |

| 27 czerwca 1977 17:00 CET | Meksyk U-20 · Manzo 46', 47' · Placencia 48', 69', 72' · Garduño 56' | 6:0(0:0)Raport | Tunezja U-20 | Stade El Menzah, Tunis Sędzia: Farouk Bouzo |
|                           |                                                                      |                |              |                                             |

| 30 czerwca 1977 13:00 CET | Hiszpania U-20 · Escobar 46' | 1:1(0:0)Raport | Meksyk U-20 · 73' Rodríguez | Stade El Menzah, Tunis Sędzia: Franz Wöhrer |
|                           |                              |                |                             |                                             |

| 30 czerwca 1977 17:00 CET | Tunezja U-20 | 0:1(0:1)Raport | Francja U-20 · 77' Meyer | Stade El Menzah, Tunis Sędzia: Arturo Ithurralde |
|                           |              |                |                          |                                                  |

| 3 lipca 1977 13:00 CET | Francja U-20 · Wiss 64' | 1:1(0:0)Raport | Meksyk U-20 · 70' Moses | Stade El Menzah, Tunis Sędzia: Gianfranco Menegali |
|                        |                         |                |                         |                                                    |

| 3 lipca 1977 17:00 CET | Hiszpania U-20 | 0:1(0:0)Raport | Tunezja U-20 · 52' Ben Fattoum | Stade El Menzah, Tunis Sędzia: Eldar Azimzade |
|                        |                |                |                                |                                               |

### Grupa B
| Lp. | Drużyna       | M | Mecze | Mecze | Mecze | Bramki | Bramki | Bramki | Pkt |
| Lp. | Drużyna       | M | W     | R     | P     | +      | −      | +/−    | Pkt |
| --- | ------------- | - | ----- | ----- | ----- | ------ | ------ | ------ | --- |
| 1.  | Urugwaj U-20  | 3 | 3     | 0     | 0     | 6      | 1      | +5     | 6   |
| 2.  | Honduras U-20 | 3 | 2     | 0     | 1     | 3      | 1      | +2     | 4   |
| 3.  | Węgry U-20    | 3 | 1     | 0     | 2     | 3      | 4      | −1     | 2   |
| 4.  | Maroko U-20   | 3 | 0     | 0     | 3     | 0      | 6      | −6     | 0   |

| 28 czerwca 1977 13:00 CET | Maroko U-20 | 0:1(0:0)Raport | Honduras U-20 · 46' Norales | Stade Chedli Zouiten, Tunis Sędzia: Gérard Racine |
|                           |             |                |                             |                                                   |

| 28 czerwca 1977 17:00 CET | Urugwaj U-20 · Diogo 15' · Bica 25' | 2:1(2:1)Raport | Węgry U-20 · 17' Zoltán | Stade Chedli Zouiten, Tunis Sędzia: Gianfranco Menegali |
|                           |                                     |                |                         |                                                         |

| 1 lipca 1977 13:00 CET | Honduras U-20 | 0:1(0:1)Raport | Urugwaj U-20 · 29' Nadal | Stade Chedli Zouiten, Tunis Sędzia: Youssou N'Diaye |
|                        |               |                |                          |                                                     |

| 1 lipca 1977 17:00 CET | Węgry U-20 · Kerekes 26' · Nagy 56' | 2:0(1:0)Raport | Maroko U-20 | Stade Chedli Zouiten, Tunis Sędzia: Arnaldo Cézar Coelho |
|                        |                                     |                |             |                                                          |

| 4 lipca 1977 13:00 CET | Węgry U-20 | 0:2(0:2)Raport | Honduras U-20 · 7' Yearwood · 30' Duarte | Stade Chedli Zouiten, Tunis Sędzia: Sahar El Hawari |
|                        |            |                |                                          |                                                     |

| 4 lipca 1977 17:00 CET | Urugwaj U-20 · Nadal 36' · Enríquez 44' · Ramos 51' | 3:0(1:0)Raport | Maroko U-20 | Stade Chedli Zouiten, Tunis Sędzia: Farouk Bouzo |
|                        |                                                     |                |             |                                                  |

### Grupa C
| Lp. | Drużyna                       | M | Mecze | Mecze | Mecze | Bramki | Bramki | Bramki | Pkt |
| Lp. | Drużyna                       | M | W     | R     | P     | +      | −      | +/−    | Pkt |
| --- | ----------------------------- | - | ----- | ----- | ----- | ------ | ------ | ------ | --- |
| 1.  | Brazylia U-20                 | 3 | 2     | 1     | 0     | 8      | 2      | +6     | 5   |
| 2.  | Iran U-20                     | 3 | 1     | 1     | 1     | 4      | 5      | −1     | 3   |
| 3.  | Włochy U-20                   | 3 | 0     | 2     | 1     | 1      | 3      | −2     | 2   |
| 4.  | Wybrzeże Kości Słoniowej U-20 | 3 | 0     | 2     | 1     | 2      | 5      | −3     | 2   |

| 27 czerwca 1977 13:00 CET | Włochy U-20 · Capuzzo 11' | 1:1(1:0)Raport | Wybrzeże Kości Słoniowej U-20 · 77' Kouassi | Stade Olympique de Sousse, Susa Sędzia: Emanouil Platopoulos |
|                           |                           |                |                                             |                                                              |

| 27 czerwca 1977 17:00 CET | Brazylia U-20 · Guina 22', 29', 39' · Roberto 37' · Brasília 52' | 5:1(4:0)Raport | Iran U-20 · 55' Rajabi | Stade Olympique de Sousse, Susa Sędzia: Michel Vautrot |
|                           |                                                                  |                |                        |                                                        |

| 30 czerwca 1977 13:00 CET | Iran U-20 | 0:0(0:0)Raport | Włochy U-20 | Stade Olympique de Sousse, Susa Sędzia: Lajos Somlai |
|                           |           |                |             |                                                      |

| 30 czerwca 1977 17:00 CET | Wybrzeże Kości Słoniowej U-20 · Semon 46' | 1:1(0:0)Raport | Brazylia U-20 · 89' Cléber | Stade Olympique de Sousse, Susa Sędzia: Mohamed Kadri |
|                           |                                           |                |                            |                                                       |

| 3 lipca 1977 13:00 CET | Iran U-20 · Asheri 31', 87' · Barzegari 80' | 3:0(2:0)Raport | Wybrzeże Kości Słoniowej U-20 | Stade Olympique de Sousse, Susa Sędzia: Salem Mahmud Adal |
|                        |                                             |                |                               |                                                           |

| 3 lipca 1977 17:00 CET | Brazylia U-20 · Guina 11' · Paulinho 48' | 2:0(1:0)Raport | Włochy U-20 | Stade Olympique de Sousse, Susa Sędzia: Dušan Maksimović |
|                        |                                          |                |             |                                                          |

### Grupa D
| Lp. | Drużyna       | M | Mecze | Mecze | Mecze | Bramki | Bramki | Bramki | Pkt |
| Lp. | Drużyna       | M | W     | R     | P     | +      | −      | +/−    | Pkt |
| --- | ------------- | - | ----- | ----- | ----- | ------ | ------ | ------ | --- |
| 1.  | ZSRR U-20     | 3 | 2     | 1     | 0     | 5      | 2      | +3     | 5   |
| 2.  | Paragwaj U-20 | 3 | 2     | 0     | 1     | 6      | 2      | +4     | 4   |
| 3.  | Irak U-20     | 3 | 1     | 0     | 2     | 6      | 8      | −2     | 2   |
| 4.  | Austria U-20  | 3 | 0     | 1     | 2     | 1      | 6      | −5     | 1   |

| 28 czerwca 1977 13:00 CET | ZSRR U-20 · Pietrakow 19', 23' · Bal 39' | 3:1(3:0)Raport | Irak U-20 | Stade Taïeb Mhiri, Safakis Sędzia: Ángel Franco Martínez |
|                           |                                          |                |           |                                                          |

| 28 czerwca 1977 16:00 CET | Austria U-20 | 0:1(0:0)Raport | Paragwaj U-20 · 62' Morel | Stade Taïeb Mhiri, Safakis Sędzia: Zoubir Benganif |
|                           |              |                |                           |                                                    |

| 1 lipca 1977 12:00 CET | Irak U-20 · Munshid 30' · Said 34', 38', 90' · Hammadi 90+2' | 5:1(3:1)Raport | Austria U-20 · 28' Weiß | Stade Taïeb Mhiri, Safakis Sędzia: Tesfaye Gebreyesus |
|                        |                                                              |                |                         |                                                       |

| 1 lipca Stade Taïeb Mhiri, Safakis |  | ZSRR     | 2 | - | 1 (1-1) | Paragwaj |
| 1 lipca Stade Taïeb Mhiri, Safakis |  | Irak     | 5 | - | 1 (3-1) | Austria  |
| 4 lipca Stade Taïeb Mhiri, Safakis |  | Paragwaj | 4 | - | 0 (2-0) | Irak     |

| 4 lipca Stade Taïeb Mhiri, Safakis |  | ZSRR | 0 | - | 0 (0-0) | Austria |

#### Tabela końcowa
Grupa D
| M | Reprezentacja | L.m. | Zw. | Rem. | Por. | Bramki | R.br. | Pkt |
| 1 | ZSRR          | 3    | 2   | 1    | 0    | 5:2    | +3    | 5   |
| 2 | Paragwaj      | 3    | 2   | 0    | 1    | 6:2    | +4    | 4   |
| 3 | Irak          | 3    | 1   | 0    | 2    | 6:8    | -2    | 2   |
| 4 | Austria       | 3    | 0   | 1    | 2    | 1:6    | -5    | 1   |

## Półfinały
| 6 lipca Stade El Menzah, Tunis |  | Meksyk | 1 | - | 1 (1-1, 1-1, 0-0), po dogrywce, karne: 5:3 | Brazylia |

| 7 lipca Stade El Menzah, Tunis |  | Urugwaj | 0 | - | 0, po dogrywce, karne: 3:4 | ZSRR |

## O trzecie miejsce
| 9 lipca Stade El Menzah, Tunis |  | Urugwaj | 0 | - | 4 (0-2) | Brazylia |

## Finał
| 10 lipca Stade El Menzah, Tunis |  | Meksyk | 2 | - | 2 (2-2, 2-2, 0-0), po dogrywce, karne: 8:9 | ZSRR |

## Strzelcy
Munshid  30'
Said  34', 38', 90'
Hammadi  90+2'

### 4 gole
- Guina

### 3 gole
- Luis Placencia

### 2 gole
- José Escobar
- Moharam Asheri
- Luis Placencia
- Amaro Nadal
- Walerij Pietrakow

### 1 gol
- Júnior Brasília
- Cléber
- Paulinho
- Paulo Roberto
- Gérard Bacconnier
- Thierry Meyer
- André Wiss
- Jorge Casas
- Abdolreza Barzegari
- Reza Rajabi
- José Enrique Duarte
- Prudencio Norales
- Gilberto Yearwood
- Hussain Munshid
- Fernando Garduño
- Eduardo Moses
- Hugo Rodríguez
- Melcíades Morel
- Khemais Ali Ben Fattoum
- Alberto Bica
- Víctor Diogo
- Daniel Enríquez
- Venancio Ramos
- Janosz Kerekes
- Imre Nagy
- Péter Zoltán
- Luigi Capuzzo
- Lucien Kouassi
- Honore Ya Semon
- Andrij Bal